# Thomisus krishnae
Thomisus krishnae là một loài nhện trong họ Thomisidae.
Loài này thuộc chi Thomisus. Thomisus krishnae được miêu tả năm 1992 bởi C. Adinarayana Reddy & Patel.